# Montereca
Montereca is een geslacht van hooiwagens uit de familie Assamiidae.
De wetenschappelijke naam Montereca is voor het eerst geldig gepubliceerd door Lawrence in 1962. 

## Soorten
Montereca is monotypisch en omvat slechts de volgende soort:
- Montereca paucidens